# BY Большого Пса
BY Большого Пса (лат. BY Canis Majoris) — одиночная переменная звезда в созвездии Большого Пса на расстоянии (вычисленном из значения параллакса) приблизительно 49194 световых лет (около 15083 парсеков) от Солнца. Видимая звёздная величина звезды — от +13,7m до +12,5m.

## Характеристики
BY Большого Пса — пульсирующая переменная звезда, цефеида (CEP).